# Gonodonta galapagensis
Gonodonta galapagensis är en fjärilsart som beskrevs av Todd 1959. Gonodonta galapagensis ingår i släktet Gonodonta och familjen nattflyn. Inga underarter finns listade i Catalogue of Life.